# Cu gáy Adamawa
Cu gáy Adamawa, tên khoa học Streptopelia hypopyrrha, là một loài chim trong họ Columbidae.